# خانه مسکونی آقای دولو
خانه مسکونی آقای دولو مربوط به دوره پهلوی اول است و در تهران، خیابان مجاهدین اسلام، کوچه قائن، پلاک ۱۲ واقع شده و این اثر در تاریخ ۲ بهمن ۱۳۸۲ با شمارهٔ ثبت ۱۰۸۶۶ به‌عنوان یکی از آثار ملی ایران به ثبت رسیده است.